# Linea elettrica

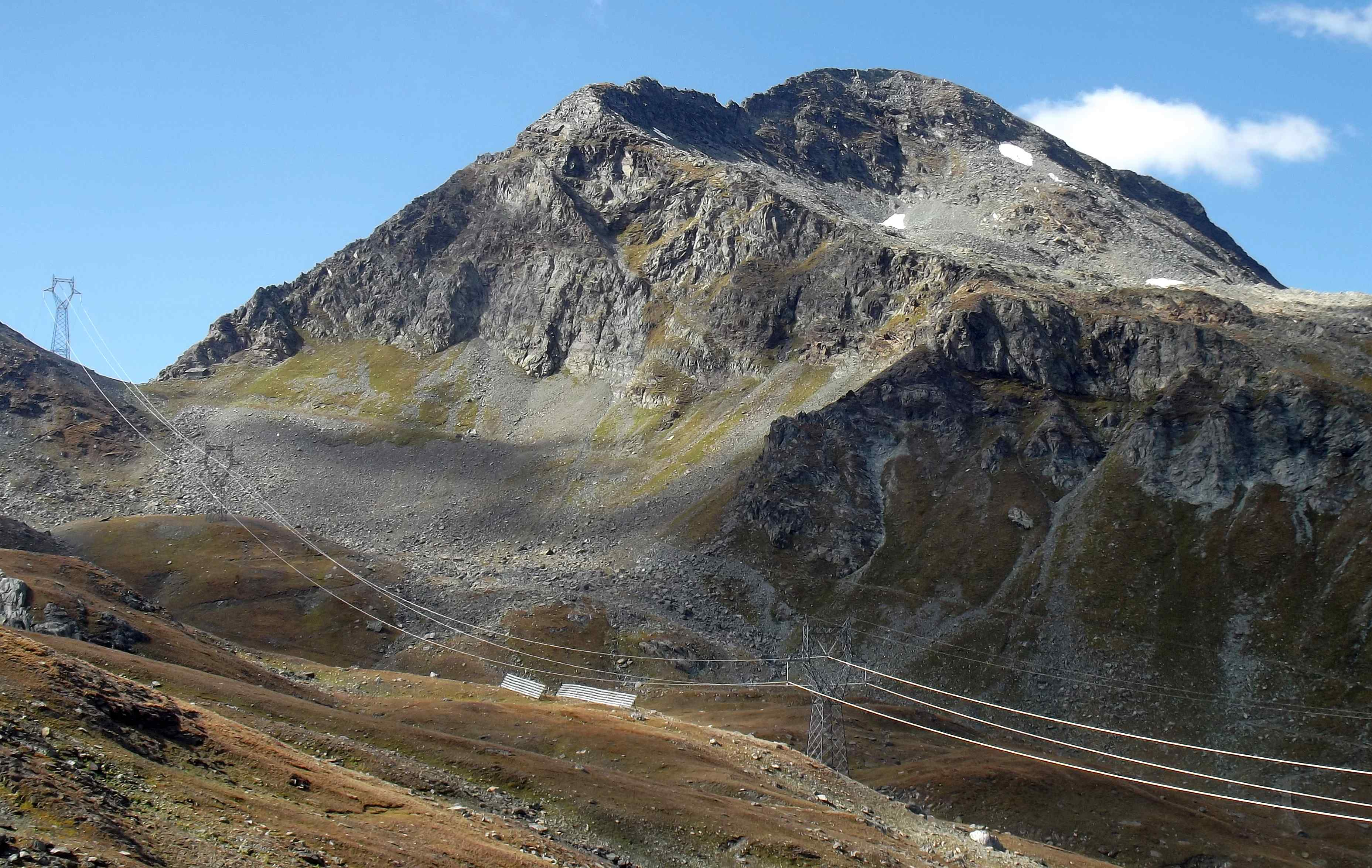
La linea aerea ad alta tensione che trasportava in Italia l'energia elettrica prodotta dal Superphenix (Fenêtre de Champorcher).

Una linea elettrica è un sistema elettrico di un elettrodotto che collega due sezioni di una rete al fine di trasferire l'energia elettrica fra i due punti che congiunge.

## Descrizione
Si distinguono le linee in:

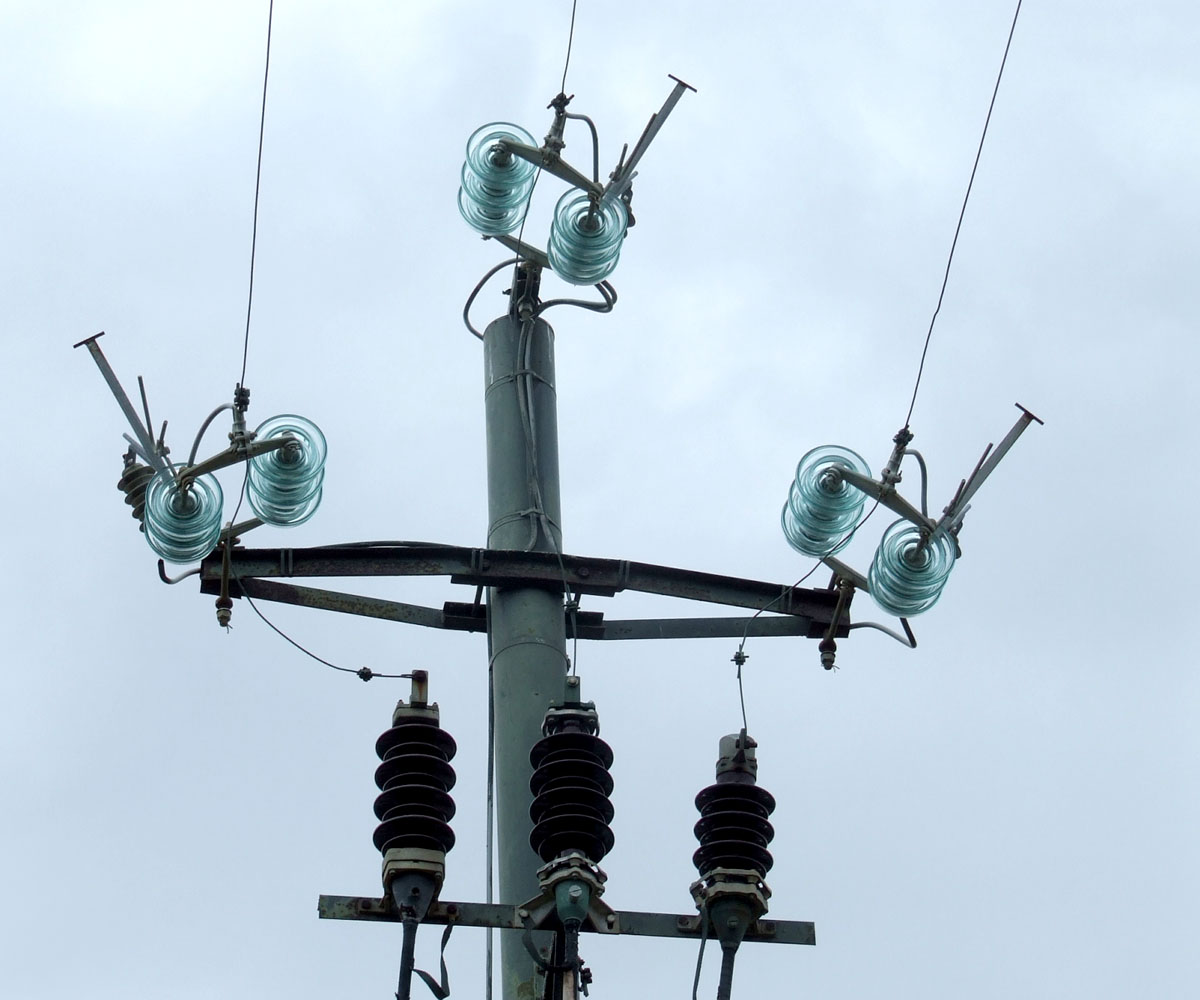

- aeree (conduttori nudi o isolati con diversi materiali, posati in aria fissati su sostegni di diverso tipo, come i tralicci)
- interrate (conduttori isolati con diversi materiali, posati in tubi che si trovano sottoterra)
- in condotto portacavi (conduttori isolati con diversi materiali, posati in canaline, tubazioni, etc..)
- in cavo (vecchia definizione che oggi non può descrivere, da sola, la tipologia di linea elettrica. si indicano, in generale, linee con conduttori isolati con diversi materiali posati a terra in canaline, tubazioni, etc..)

C'è un'ulteriore classificazione in base alla forma d'onda della corrente trasmessa (linee a corrente continua o alternata) e in base al valore della tensione elettrica (linee in bassa, media, alta o altissima tensione); per le linee a corrente alternata è in uso corrente la seguente classificazione:
- linee in bassa tensione: con tensione nominale minore di 1.000 Volt
- linee in media tensione: con tensione nominale 1.000 e 30.000 Volt
- linee in alta tensione: con tensione nominale 30.000 e 132.000 Volt
- linee in alta tensione: con tensione nominale maggiore di 132.000 Volt.[Quindi le linee in alta tensione sono tra 30.000 volt e 132.000 volt oppure maggiore di 132.000 volt?]

## Parametri caratteristici

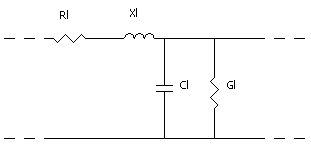
Grafico del circuito equivalente di una linea elettrica con lunghezza L = 1 km

Il circuito equivalente di un tratto di linea lungo 1 km si schematizza come in figura, ovvero con due parametri longitudinali (Rl e Xl) e due trasversali (Cl e Gl). Se si volesse considerare il circuito equivalente di tutta l'intera linea in considerazione vanno "uniti" questi blocchi di circuito. I parametri sono definiti per unità di lunghezza.

### Resistenza di linea
La resistenza di linea: è la resistenza fisica del cavo al passaggio della corrente:
{\displaystyle R_{l}=k_{r}{\frac {\rho }{S}}} in [ Ω / km ] dove
* ρ è la resistività del materiale in Ω mm² / km; di solito i cavi in alta tensione son costituiti da rame o alluminio insieme all'acciaio che fornisce una buona resistenza meccanica;
* S è l'ampiezza della sezione del cavo, in mm²;
* Kr è un coefficiente maggiorativo che varia dal 2% al 5% per le linee aeree e fino al 20% per le linee in cavo

### Induttanza di servizio
L'induttanza di servizio di linea: considera gli effetti di auto e mutua induzione tra i cavi stesi in parallelo:
{\displaystyle L_{l}=0,4606\ log{\frac {2D}{d}}+K} in [ H / km]*10-3 dove
* D è la distanza tra i conduttori;
* d è il diametro dei conduttori
* K è il contributo dato dal campo interno al conduttore e dipende dalla struttura del cavo (liscio o cordato)

### Capacità di linea
La capacità di linea; considera il campo elettrostatico tra i conduttori e tra i conduttori ed il terreno (effetto predominante):
{\displaystyle C_{l}={\frac {0,02413}{log{\frac {2D}{d}}}}} in [μ F / km]

### Conduttanza di linea
La conduttanza di linea; considera l'effetto di conduzione superficiale del cavo a causa di un non perfetto isolamento. Può accadere che - soprattutto in caso di umidità - si abbassi il valore del dielettrico e si generino delle scariche localizzate intorno al cavo di colore bluastro e rumorose che causano una dissipazione di energia (effetto corona).

## Caduta di tensione
Nelle linee a media e bassa tensione questi ultimi due effetti sono trascurabili, ne consegue che il circuito equivalente è dato solo dalla serie di Rl e Xl. Si può quindi definire per una linea con una data lunghezza "L" la resistenza e l'induttanza globale del cavo:
{\displaystyle R=Rl\cdot L} e {\displaystyle X=Xl\cdot L}.
Con questi due valori in BT e MT è possibile definire la caduta di tensione industriale per una linea trifase:
dove ΔV è la differenza tra la tensione di partenza e di arrivo della linea, I è la corrente che fluisce, φ è lo sfasamento tra corrente e tensione di fase in arrivo.